# Beyan.net
Beyan.net var en partipolitiskt och religiöst obunden webbtidning och lanserades den 15 november 2002.
2005 blev Beyan.net utsedd till årets nättidskrift av FSN, föreningen för Sveriges nättidskrifter. Priset, i form av en statyett och ett diplom, delades ut på Arbetarrörelsens arkiv och bibliotek i Stockholm med motiveringen:
| ” | ambitionen att ge kurdiska ungdomar i Sverige en röst – som även engagerar den som inte är kurd. Initierad och bred journalistik om allt från kultur, etik, teknik och vetenskap till media och samhälle. Dessutom aktuella och välskrivna film-, bok- och musikrecensioner. Allt med ett kurdiskt perspektiv som breddar det stundom alltför svenska medieperspektivet. | „ |

 Webbtidningen grundades av Amer Salih, Silan Diljen och Arjen Otlu. 2014 lades tidningen ner.